# Pierre Montazel
Pierre Montazel, né à Senlis le 5 mars 1911 et mort à Paris (15e) le 8 septembre 1975, est un directeur de la photographie, scénariste et réalisateur français.

## Biographie
Il débute brillamment pendant la guerre comme directeur de la photographie, avec des images inspirées des impressionnistes, comme dans le Lit à colonnes (1942). Après sa réussite dans Antoine et Antoinette (1947), Pierre Montazel s'essaye à la mise en scène dans des films qui ne recueillent pas la même reconnaissance.

## Filmographie

### Réalisation (longs métrages)
- 1948 : Croisière pour l'inconnu
- 1949 : Je n'aime que toi
- 1950 : Pas de week-end pour notre amour
- 1951 : Paris chante toujours
- 1961 : Ça va être ta fête
- 1963 : Les Saintes Nitouches

### Écriture (longs métrages)
- 1949 : Je n'aime que toi
- 1950 : Pas de week-end pour notre amour

### Photographie
- 1942 : Le Médecin des neiges, court métrage de Marcel Ichac

Longs métrages
- 1940 : Chantons quand même de Pierre Caron
- 1941 : Le pavillon brûle de Jacques de Baroncelli
- 1942 : Le Lit à colonnes de Roland Tual
- 1944 : Cécile est morte, de Maurice Tourneur
- 1945 : Les Caves du Majestic de Richard Pottier
- 1946 : La Foire aux chimères de Pierre Chenal
- 1947 : Antoine et Antoinette de Jacques Becker
- 1947 : Contre-enquête de Jean Faurez
- 1954 : Si Versailles m'était conté de Sacha Guitry
- 1954 : Touchez pas au grisbi de Jacques Becker
- 1955 : Razzia sur la chnouf de Henri Decoin
- 1956 : Je reviendrai à Kandara de Victor Vicas
- 1957 : Tous peuvent me tuer de Henri Decoin
- 1958 : La Chatte de Henri Decoin
- 1960 : La Chatte sort ses griffes de Henri Decoin
- 1960 : Le Bal des espions de Michel Clément et Umberto Scarpelli
- 1970 : Le Gendarme en balade de Jean Girault